# Банзаэ
Банзаэ (порт. Banzaê)  —  муниципалитет в Бразилии, входит в штат Баия. Составная часть мезорегиона Северо-восток штата Баия. Входит в экономико-статистический  микрорегион Рибейра-ду-Помбал. Население составляет 10 913 человек на 2006 год. Занимает площадь 212,316 км². Плотность населения — 51,4 чел./км².

## Статистика
- Валовой внутренний продукт на 2003 год составляет 18 247 656,00 реалов (данные: Бразильский институт географии и статистики).
- Валовой внутренний продукт на душу населения на 2003 год составляет 1655,12 реалов (данные: Бразильский институт географии и статистики).
- Индекс развития человеческого потенциала на 2000 год составляет 0,592 (данные: Программа развития ООН).